# Folly Island
Folly, Folly Island – jedna z wysp barierowych należących do Sea Islands, leżąca u wybrzeży Karoliny Południowej w hrabstwie Charleston. Leży na południe od James Island i około 19 km na południe od Charleston. Wyspę w 2000 roku zamieszkiwało 2116 mieszkańców. Na wyspie jest niewielka miejscowość Folly Beach. Obecnie jest to znany resort wypoczynkowy.
W okresie Wojny Secesyjnej wyspa była baza i punktem wypadowym dla wojsk Unijnych przeciwko Wojskom Południa skoncentrowanym w okolicy Charleston.